# Kristian G. Andersen
Kristian G. Andersen (...) è un biologo danese e professore presso il Dipartimento di Immunologia e Microbiologia presso lo Scripps Research Institute di La Jolla, in California.

## Educazione e carriera
Andersen ha conseguito una laurea in Biologia molecolare, Università di Aarhus, nel 2004, e un dottorato di ricerca in Immunologia presso l'Università di Cambridge, nel 2009.

### Covid-19
All'inizio della pandemia di COVID-19, Andersen e altri scienziati hanno consultato il National Institutes of Health e il National Institute of Allergy and Infectious Diseases circa l'ipotesi che la pandemia di COVID-19 fosse causata da una fuga del virus SARS-CoV-2 dai laboratori di ricerca. Successivamente, in uno studio del luglio 2022, è stata confermata l'origine animale del virus, trasmessosi all'uomo a partire da animali in vendita al mercato di Wuhan negli ultimi giorni di novembre del 2019.